# Чардаш Монті
«Чардаш Монті» («Montiho čardáš») — чехословацько-радянський художній фільм 1989 року, знятий режисером Володимиром Македонським і Мартіном Тяпаком.

## Сюжет
Екранізація книги Віліама Шикули «Chrúst». У центрі фільму — доля керівника циганського ансамблю Бунко. Кровна помста, музика, людські долі — все переплелося у цій музичній драмі. Дія відбувається у Південній Словаччині.

## У ролях
- Ігор Крикунов — Бого
- Стано Данчяк — головна роль
- Катерина Жемчужна — головна роль
- Борис Ташкентський — головна роль
- Марек Райт — роль другого плану
- Георгій Жемчужний — роль другого плану
- Серафіма Золотарьова — роль другого плану
- Мілка Зимкова — роль другого плану
- Петер Пашка — роль другого плану
- Ірина Некрасова — роль другого плану
- Ляля Боброва — роль другого плану
- Павло Бобров — роль другого плану
- Георгій Цвєтков — роль другого плану
- Тамілла Сличенко — роль другого плану
- Віліам Ф. Шикула — роль другого плану
- Ян Мелкович — роль другого плану
- Ніна Муштакова — роль другого плану

## Знімальна група
- Режисери — Володимир Македонський, Мартін Тяпак
- Сценарист — Віліам Ф. Шикула
- Оператор — Володимир Ондруш
- Композитор — Свєтозар Страчина